# Нілкантх (гора)
Нілкантх (варіанти написання англ. Nilkantha, Nilkanth, Nilkanta, Neelkantha, Neelkanth) — одна з найвідоміших вершин регіону Ґархвал в Гімалаях, в індійському штаті Уттаракханд. Хоча вершина і помітно нижча за найвищі вершини регіону, вона нависає над долиною річки Алакнанда, підносячись на 3474 м над священним індуїстським містом Бадрінатх, за 9 км на схід. Альпініст та письменник Франк Сміт писав, що ця вершина «поступається красою лише Сініолчу серед всіх гімалайських вершин».
На північно-західній стороні гори лежить льодовик Сатопантх, на 2500 м нижче за вершину. На південному заході лежить льодовик Панпатія, з нього стікає річка Кхірао. Далі на захід від вершини знаходиться відомий льодовик Ґанґотрі. З іншого боку долини Алакнанди підносяться вершини Нанда-Деві і Камет.
До успішного сходження на гору було здійснено дев'ять спроб піднятися на вершину, починаючи з Франка Сміта в 1937 році. Вперше вдалося це зробити в 1974 році групі індо-тибетської прикордонної поліції, що піднялася північним боком гори.